# Милан Родич
Милан Родич (серб. Milan Rodić / Милан Родић, нар. 2 квітня 1991, Дрвар) — сербський футболіст, захисник клубу «Црвена Звезда» і національної збірної Сербії.

## Клубна кар'єра
Народився 2 квітня 1991 року в місті Дрвар, нині Боснія і Герцеговина. У два роки хлопчик з сім'єю переїхав у Белград, де з семи років займався футболом у школі клубу ОФК (Белград). Дебютував за головну команду 26 квітня 2009 року в матчі проти «Партизана» у віці 18 років. Загалом в рідній команді провів чотири роки, взявши участь у 71 матчі чемпіонату.
31 січня 2013 року підписав контракт з «Зенітом». Дебютував у складі «Зеніту» 21 лютого в матчі 1/16 фіналу Ліги Європи УЄФА проти «Ліверпуля». Тим не менш у складі пітерців закріпитись не зумів, зігравши до кінця сезону лише у 6 матчах в усіх турнірах. 2 вересня 2013 року, в останній день закриття літнього трансферного вікна, був відданий в оренду нижегородській «Волзі» строком на шість місяців. Повернувшись у «Зеніт», серб і з другої спроби не закріпився у команді і змушений був також грати за дублюючу команду.
31 серпня 2015 року Родич приєднався до «Крил Рад» (Самара), підписавши трирічний контракт.
Влітку 2017 року після вильоту «Крил» із Прем'єр-ліги Родич перейшов у «Црвену Звезду» за € 250 тис.. Дебютував за «армійців» у Лізі Європи проти празької «Спарти». В першому ж сезоні з клубом став чемпіоном Сербії. Станом на 31 травня 2018 року відіграв за белградську команду 29 матчів в національному чемпіонаті.

## Виступи за збірні
Протягом 2011—2013 років залучався до складу молодіжної збірної Сербії. На молодіжному рівні зіграв у 8 офіційних матчах.
В основну збірної Сербії викликався в червні 2016 року на товариські матчі зі збірними Ізраїлю і Росії, але на поле так і не вийшов. У травні 2018 року потрапив у попередню заявку збірної на чемпіонат світу 2018 року у Росії. В одному з контрольних матчів перед мундіалем дебютував у складі національної команди і був залишений в остаточній заявці сербів на турнір.
| Дата       | Місто     | Господарі  | Результат | Гості    | Турнір                               | Голи | Примітки |
| ---------- | --------- | ---------- | --------- | -------- | ------------------------------------ | ---- | -------- |
| 04-06-2018 | Грац      | Сербія     | 0 – 1     | Чилі     | товариський матч                     | -    | 80'      |
| 07-09-2018 | Вільнюс   | Литва      | 0 – 1     | Сербія   | Ліга націй УЄФА 2018-2019 - 1-й етап | -    | 41' 77'  |
| 11-10-2018 | Подгориця | Чорногорія | 0 – 2     | Сербія   | Ліга націй УЄФА 2018-2019 - 1-й етап | -    |          |
| 14-10-2018 | Плоєшті   | Румунія    | 0 – 0     | Сербія   | Ліга націй УЄФА 2018-2019 - 1-й етап | -    | 65' 77'  |
| 20-11-2018 | Белград   | Сербія     | 4 – 1     | Литва    | Ліга націй УЄФА 2018-2019 - 1-й етап | -    |          |
| 10-10-2019 | Крушеваць | Сербія     | 1 – 0     | Парагвай | товариський матч                     | -    | 66'      |
| 17-11-2019 | Белград   | Сербія     | 2 – 2     | Україна  | Відбір до ЧЄ 2020                    | -    |          |
| Усього     |           | Матчів     | 7         |          | Голів                                | 0    |          |

## Титули і досягнення
- Чемпіон Сербії (8):

«Црвена Звезда»: 2017-18, 2018-19, 2019-20, 2020-21, 2021-22, 2022-23, 2023-24, 2024-25
- Володар Кубка Сербії (5):

«Црвена Звезда»: 2020-21, 2021-22, 2022-23, 2023-24, 2024-25